# 基青根
基青根（德語：Kitzingen，發音：[ˈkɪtsɪŋən] ⓘ）是德国巴伐利亚州下弗兰肯行政区基青根县的城市，也是基青根县的县治，面积46.99平方千米，2023年12月31日人口为23,377人。

## 友好城市
基青根与以下城市结为友好城市：
- 義大利 蒙特瓦尔基
- 法國 普拉德
- 波蘭 切布尼察乡（英语：Gmina Trzebnica）
- 捷克 納爾若夫斯凱霍里